# Айеневерзан
Айеневерзан (перс. آینه‌ورزان‎) — село на севере Ирана, в остане Тегеран. Входит в состав шахрестана Демавенд. Является частью дехестана (сельского округа) Эбершиве бахша Меркези.

## География
Село находится в восточной части остана, при автодороге 79, на расстоянии приблизительно 13 километров (по прямой) к востоко-юго-востоку от города Демавенд, административного центра шахрестана. Абсолютная высота — 2146 метров над уровнем моря.

## Население
По данным переписи 2006 года население села составляло 889 человек (481 мужчина и 408 женщин). В Айеневерзане насчитывалось 246 домохозяйств. Уровень грамотности населения составлял 59,6 %. Уровень грамотности среди мужчин составлял 63,4 %, среди женщин — 55,2 %.
В 2016 году в селе имелось 338 домохозяйств и проживало 1156 человек (659 мужчин и 497 женщин).